# Fassou Théa
Pour les articles homonymes, voir Théa.
Fassou Théa, né le 1er janvier 1976 à Nzérékoré, il est un homme politique guinéen.
Il est le Ministre de la Pêche et de l'Économie maritime dans le gouvernement Bah Oury depuis le 29 juillet 2025.

## Biographie
Fassou Théa né le 1er janvier 1976 au sud-est de la Guinée, il a fait ses etudes pré-universitaire en Guinée. Diplômé en Langue anglaise de l’Université Julius-Nyerere de Kankan, en 2005. Par la suite au Burkina Faso, il obtient un master en environnement et développement durable en 2014 à l’Université Aube Nouvelle de Ouagadougou.
Pendant son séjour de représentant de la Guinée auprès de Nations Unies, il a obtenu un Master Track en développement et durabilité à l’Université de Michigan Ann Arbor.
En août 2022, Fassou devient chercheur invité au département des ressources naturelles et de l’environnement de l’Université de l'Arizona à Tucson au USA où ses activités sont basées sur la réduction des effets négatifs des grands projets de développement d’infrastructures, en particulier la construction des grands barrages hydroélectriques Kaléta et Souapitie sur le fleuve Konkouré.
Membre de la communauté Occupational Safety and Health Administration (OSHA).

## Parcours professionnel
Apres sa formation a Kankan, il est recruté à la fonction publique en 2006 et affecté entant que formateur à l’Ecole normale des instituteurs (ENI) de NZérékoré.
Au ministère de l’environnement, il occupe plusieurs postes notamment chargé d’évaluation environnementale, chef de section, assistant du secrétaire général puis chef de division en charge de l’atténuation des impacts résiduels.
De novembre 2020 à novembre 2021, Fassou Théa a travaillé comme conseiller et expert d’appui à la mission permanente de la république de Guinée auprès des Nations unies à New York, pendant la présidence guinéenne du G-77 et de la Chine.
Du  26 novembre 2021 à nos jours, il a occupé plusieurs postes en qualité de conseiller au cabinet du Premier ministre : conseiller chargé de mission, conseiller chargé du développement durable et maritime, conseiller en charge de l’environnement, du développement durable et de l’assainissement.
Avant d'être ministre, il était conseiller chargé de l’environnement et du développement durable à la Primature depuis le 5 juillet 2024.

### Ministre
Fassou est nommé par décret le 29 juillet 2025, Ministre de la Pêche et de l'Économie maritime en remplacement de Fatima Camara nommée ministre du Commerce.